# Tordehumos
Tordehumos község Spanyolországban, Valladolid tartományban. Tordehumos Villagarcía de Campos községgel határos. Lakosainak száma 375 fő (2024).

## Népesség
A település népessége az utóbbi években az alábbiak szerint változott:
| Lakosok száma | 535  | 510  | 493  | 475  | 468  | 438  | 441  | 417  | 375  | 375  |
|               | 2001 | 2004 | 2007 | 2009 | 2012 | 2014 | 2017 | 2019 | 2022 | 2024 |